# Thorbjörn Englund

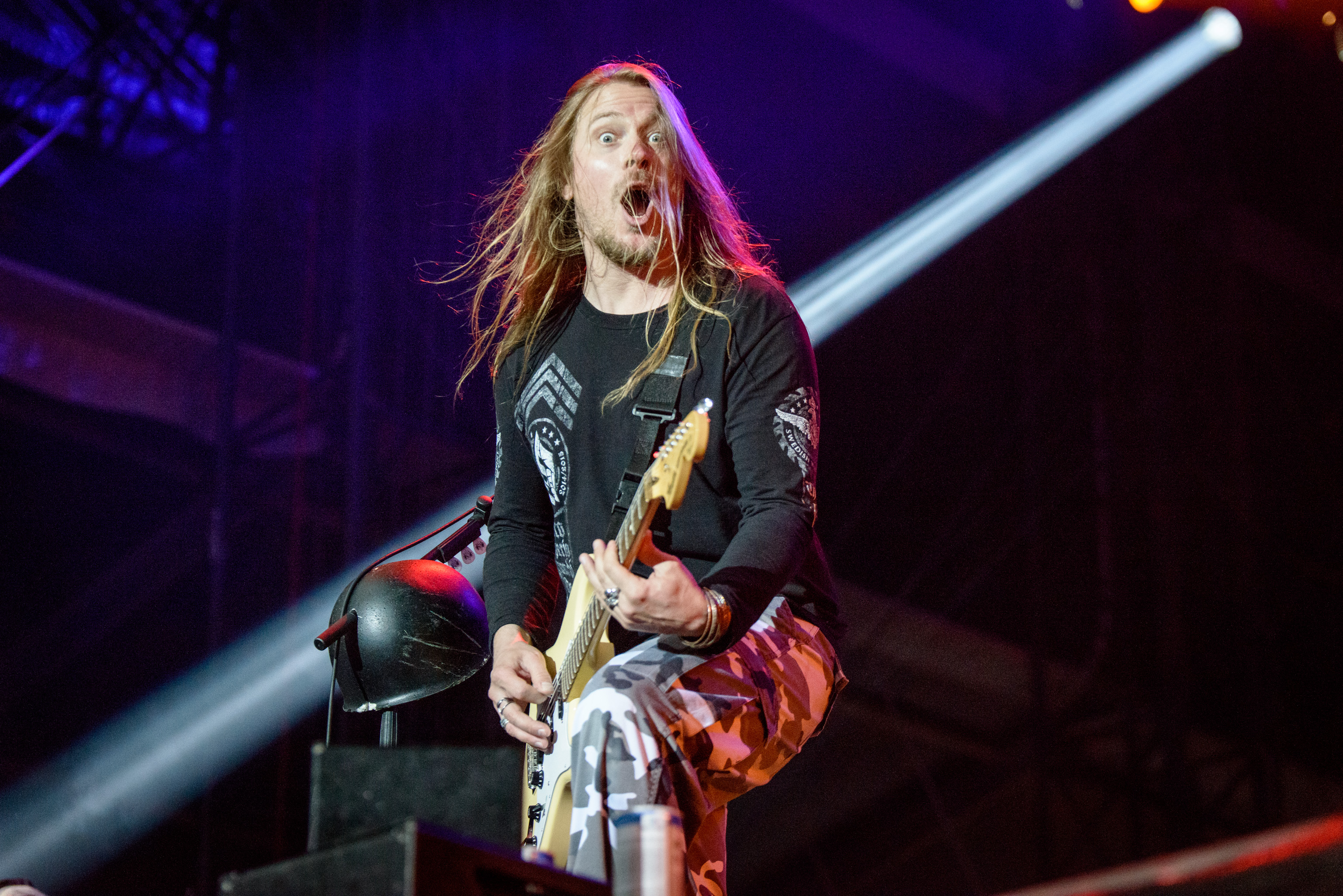
Thorbjörn Englund auf dem Rockavaria mit Sabaton, 2016

Lars Thorbjörn „Thobbe“ Englund (* 13. August 1979 in Luleå) ist ein schwedischer Multiinstrumentalist, Komponist und Sänger, der auch als Toningenieur und Musikproduzent arbeitet. Seine größte Bekanntheit erreichte Englund als Gitarrist der Heavy-Metal-Band Sabaton (2012–2016, seit 2024). Seit 2006 ist er zudem als Solokünstler aktiv und seit 2021 Gitarrist von Civil War. Sein Soloprojekt heißt Thobbe Englund.

## Leben

### Bis Winterlong
Englund wuchs in Lappträsk in der Gemeinde Haparanda an der finnischen Grenze auf und hat finnische Vorfahren. Mit sechs Jahren bekam er ein kleines Casio-Keyboard geschenkt. Später übte er acht Stunden täglich Gitarre.
Erste Bekanntheit erlangte er durch seine Tätigkeit in der Band Winterlong, in welcher er Leadgitarrist, Bassist und ab 2006 auch Sänger gewesen war. Das Projekt veröffentlichte von 2001 bis 2006 insgesamt vier Alben. Im selben Jahre erschien sein Debütalbum als Solokünstler, Influences, obwohl, nach eigener Aussage, bereits die Winterlong-Aufnahmen seit dem zweiten Album als Soloprojekte zu betrachten sind.
Als seinen größten Einfluss als Gitarrist bezeichnet Englund hauptsächlich Yngwie Malmsteen, daneben auch Ritchie Blackmore, Joe Satriani, Kee Marcello und Gary Moore. Englund bringt gerne instrumentale Stücke in seine Alben ein. From the Wilderness war sogar, abgesehen vom Bonustitel Fingerspitzengefühl, rein instrumental.

### Seit Raubtier
Von 2009 bis 2010 war er Bassist der Power-Metal-Band Raubtier, in der Pär Hulkoff singt und Gitarre spielt, der auch für eine kurze Zeit bei Winterlong involviert war. Weil die beiden Gitarristen von Sabaton die Band 2012 verlassen wollten, rief der Bassist der Gruppe, Pär Sundström, Pär Hulkoff an, mit der Intention, ihn als Gitarristen für Sabaton zu gewinnen, doch Hulkoff lehnte aufgrund seiner eigenen Band ab. Wenig später rief er Sundström zurück, um ihm Englund zu empfehlen und dessen Nummer zu geben. Nach einem Treffen mit Joakim Brodén und Sundström in Stockholm wurde Englund Teil der Band. Bis zu seinem Ausstieg 2016 nahm er die letzten beiden Studioalben der Band mit auf, für die er drei Stücke mitkomponierte. Zudem übernahm er auf The Last Stand für das Cover All Guns Blazing eine Leadgesangsstimme. Zu seinem Ausstieg äußerte Englund sich wie folgt:

„Es gibt eine Sache an die ich wirklich glaube und die ist, dass man immer seinem Herzen folgen sollte. Über die Jahre habe ich festgestellt, was mich wirklich glücklich und zufrieden macht und deshalb will ich jetzt mehr meiner eigenen Kreativität folgen und dies mit einem etwas ruhigeren Leben kombinieren, in dem ich nicht das ganze Jahr mit Lichtgeschwindigkeit durch die Welt touren muss.“

Nach seinem Ausstieg wurde er von Tommy Johansson ersetzt. 2015 trat er als Gastmusiker mit Orphan Gypsy auf dem Wacken Open Air auf und spielte Wasted Years von Iron Maiden mit der Band. Englund war außerdem Mitglied der Bands Pavlovian Dogs, Endomorph und Star Queen. Seit 2017 spielt er live Rhythmusgitarre bei Bloodbound. Auf den 2015 und 2016 erschienenen Soloalben From the Wilderness und Before the Storm spielte er alle Instrumente selbst ein. Mit Tommy Johansson, Hannes Van Dahl und Chris Rörland spielt er in der Band The Last Heroes.
Im Januar 2019 wurde sein Sohn geboren. Im Februar 2021 ersetzte er abermals Rikard Sundén, diesmal in der Band Civil War.
Am 9. Februar 2024 verkündeten Sabaton auf ihrem Facebook-Account, dass Englund wieder bei Sabaton als Ersatz für den im Januar ausgestiegenen Tommy Johansson spielt.

## Diskografie
als Solokünstler (seit 2015 als „Thobbe Englund“)
- Influences (2006, Lion Music)[8]
- From the Wilderness (2015, Lion Music)[9]
- Before the Storm (2016, eigener Vertrieb)[10]
- Sold my Soul (2017, Metalville)[11]
- The Draining of Vergelmer (2018, Metalville)
- Hail to the Priest (2019, Metalville)
- Mental Technology (2023)

mit Winterlong
Ab dem zweiten Album ist die Band als Soloprojekt zu verstehen.
- Valley of the Lost (2001, Lion Music)
- The Second Coming (2003, Lion Music)
- Winterlong (2005, Lion Music)
- Winterlong - Metal / Technology (2006, Lion Music)

mit Star Queen
- Faithbringer (2002, Lion Music)
- Your True Self (2004, Lion Music)

mit Mistheria
- Messenger of the Gods (2004, Lion Music, gościnnie)

mit Raubtier
- Det finns bara krig (2009, BD Music)
- Skriet från vildmarken (2010, Rattlesnake Productions)

mit Sabaton (2013–2016)
- Swedish Empire Live (2013, Nuclear Blast)[12]
- Heroes (2014, Nuclear Blast)[13]
- Live on the Sabaton Cruise (2014, Chaos Reigns)[14]
- Heroes on Tour (2016, Nuclear Blast)[15]
- The Last Stand (2016, Nuclear Blast)[16]
- The Great War (2019, Gitarrensolo in Fields of Verdun)

mit Civil War (seit 2021)
- Dead Man's Glory (2019, Single, Gitarrensolo)
- Invaders (2022)

als Gast
- mit Hulkoff: Einherjr auf Kven (2017)
- mit Aldaria: When the Time Has Come (2017, Single)